# AGS JH22
AGS JH22 — гоночный автомобиль Формулы-1 команды AGS, разработанный и построенный для участия в чемпионате 1987 года.

## История
Машина была построена на базе прошлогодней модели JH21C. Переработанное шасси оснастили атмосферным мотором Ford Cosworth DFZ. Команда выставила в Чемпионате одну машину, за руль которой сел француз Паскаль Фабр. И гонщик и машина не отличались скоростью, но были довольно надёжны. Он финишировал в восьми из десяти первых гонок. Однако после того как Фабр не смог трижды подряд пройти квалификацию, его сменил бразилец Роберто Морено. В последней гонке сезона ему повезло: после многочисленных сходов и дисквалификации Сенны, он заработал очко за шестое место.
В сентябре 1989 года на шасси JH22 были проведены тесты двигателей MGN с необычной конфигурацией цилиндров W12, созданных компанией Ги Негре. Заезды прошли на трассе "Grand Sambuc" во Франции. Однако в гонках она участия не принимала.

## Результаты выступлений в гонках
| Год  | Шасси | Двигатель                 | Шины | N° | Пилоты | 1   | 2   | 3   | 4   | 5   | 6   | 7   | 8    | 9   | 10  | 11  | 12  | 13   | 14  | 15   | 16  | Место | Очки |
| ---- | ----- | ------------------------- | ---- | -- | ------ | --- | --- | --- | --- | --- | --- | --- | ---- | --- | --- | --- | --- | ---- | --- | ---- | --- | ----- | ---- |
| 1987 | JH22  | Ford Cosworth DFZ 3,5, V8 | G    |    |        | БРА | САН | БЕЛ | МОН | ДЕТ | ФРА | ВЕЛ | ГЕР  | ВЕН | АВТ | ИТА | ПОР | ИСП  | МЕК | ЯПО  | АВС | 11    | 1    |
| 1987 | JH22  | Ford Cosworth DFZ 3,5, V8 | G    | 14 | Фабр   | 12  | 13  | 10  | 13  | 12  | 9   | 9   | Сход | 13  | НКЛ | НКВ | НКВ | Сход | НКВ |      |     | 11    | 1    |
| 1987 | JH22  | Ford Cosworth DFZ 3,5, V8 | G    | 14 | Морено |     |     |     |     |     |     |     |      |     |     |     |     |      |     | Сход | 6   | 11    | 1    |

| Легенда к таблице |                                                                    |
| --- | ------------------------------------------------------------------ |
| В таблице перечислены результаты всех Гран-при Формулы-1, в которых использовался автомобиль. Строками таблицы являются сезоны, столбцами — этапы чемпионата мира. В каждой клетке указаны сокращённое название этапа и результат, дополнительно обозначенный цветом. Расшифровка обозначений и цветов представлена в нижеследующей таблице. |                                                                    |
| \| Пример \| Описание \| \| ------------ \| ------------------------------------------------------------------ \| \| 1 \| Победитель \| \| 2 \| Второе место \| \| 3 \| Третье место \| \| 5 \| Финишировал, заработав очки \| \| Сход \| Не финишировал, но при этом заработал очки \| \| 12 \| Финишировал, не получив очков \| \| НКЛ \| Финишировал, но не попал в финальную классификацию \| \| 15 \| Участвовал вне зачёта, либо по отдельной классификации \| \| 18 \| Не финишировал, но попал в финальную классификацию \| \| Сход \| Не финишировал \| \| НКВ \| Не прошёл квалификацию \| \| НПКВ \| Не прошёл предквалификацию \| \| ДСК \| Дисквалифицирован \| \| ИСК \| Исключён из протокола соревнований \| \| ТТ \| Заявлен для участия только в тренировках \| \| НС \| Участвовал в квалификации, но не стартовал в гонке \| \| Т \| Травмирован или болен \| \| ОТК \| Отказ от участия \| \| НТР \| Прибыл на соревнования, но на трассу не выезжал \| \| НПР \| Был заявлен в числе участников, но не прибыл к началу соревнований \| \| О \| Соревнования отменены \| \| \| Не участвовал \| \| Поул-позиция \| \| \| Быстрый круг \| \| |                                                                    |
| Пример | Описание                                                           |
| 1 | Победитель                                                         |
| 2 | Второе место                                                       |
| 3 | Третье место                                                       |
| 5 | Финишировал, заработав очки                                        |
| Сход | Не финишировал, но при этом заработал очки                         |
| 12 | Финишировал, не получив очков                                      |
| НКЛ | Финишировал, но не попал в финальную классификацию                 |
| 15 | Участвовал вне зачёта, либо по отдельной классификации             |
| 18 | Не финишировал, но попал в финальную классификацию                 |
| Сход | Не финишировал                                                     |
| НКВ | Не прошёл квалификацию                                             |
| НПКВ | Не прошёл предквалификацию                                         |
| ДСК | Дисквалифицирован                                                  |
| ИСК | Исключён из протокола соревнований                                 |
| ТТ | Заявлен для участия только в тренировках                           |
| НС | Участвовал в квалификации, но не стартовал в гонке                 |
| Т | Травмирован или болен                                              |
| ОТК | Отказ от участия                                                   |
| НТР | Прибыл на соревнования, но на трассу не выезжал                    |
| НПР | Был заявлен в числе участников, но не прибыл к началу соревнований |
| О | Соревнования отменены                                              |
| | Не участвовал                                                      |
| Поул-позиция |                                                                    |
| Быстрый круг |                                                                    |